# Victrix maurorum
Victrix maurorum är en fjärilsart som beskrevs av Charles E. Rungs 1945. Victrix maurorum ingår i släktet Victrix och familjen nattflyn. Inga underarter finns listade i Catalogue of Life.